# Colostygia lutescens
Colostygia lutescens là một loài bướm đêm trong họ Geometridae.